# Machaerota convexa
Machaerota convexa är en insektsart som beskrevs av Maa 1963. Machaerota convexa ingår i släktet Machaerota och familjen Machaerotidae. Inga underarter finns listade i Catalogue of Life.